# Salix bistyla
Salix bistyla là một loài thực vật có hoa trong họ Liễu. Loài này được Hand.-Mazz. miêu tả khoa học đầu tiên năm 1929.